# Gierstädt
Gierstädt település Németországban, azon belül Türingiában. Lakosainak száma 778 fő (2023. december 31.).

## Népesség
A település népességének változása:
| Lakosok száma | 828  | 830  | 802  | 784  | 778  |
|               | 2017 | 2019 | 2021 | 2022 | 2023 |